# Condado de Henry (Missouri)
O Condado de Henry é um dos 114 condados do estado americano de Missouri. A sede do condado é Clinton, e sua maior cidade é Clinton. O condado possui uma área de 1 897 km² (dos quais 78 km² estão cobertos por água), uma população de 21 997 habitantes, e uma densidade populacional de 12 hab/km² (segundo o censo nacional de 2000). O condado foi fundado em 1841.